# Рустамов, Хидаят Эльдар оглы
Хидаят Эльдар оглы Рустамов (азерб. Hidayət Eldar oğlu Rüstəmov; 19 августа 1970, Хыдырлы (Агдамский район), Агдамский район — 23 декабря 1991, Мешали, Ходжалинский район) — азербайджанский полицейский, сержант полиции, сотрудник Агдамского районного отделения внутренних дел, участник Первой карабахской войны, Национальный герой Азербайджана (1992, посмертно).

## Награды
Указом президента Азербайджанской Республики Абульфаза Эльчибея № 264 от 8 октября 1992 года Хидаяту Эльдар оглы Рустамову за личное мужество и отвагу, проявленные во время защиты территориальной целостности Азербайджанской Республики и обеспечения безопасности мирного населения, было присвоено звание Национального Героя Азербайджана (посмертно).